# Robin Juel Skivild
Robin Juel Skivild, né le 21 août 2001 à Ryslinge, est un coureur cycliste danois. Il participe à des compétitions sur route et sur piste.

## Biographie
En 2018, Robin Skivild remporte la médaille de bronze sur la course aux points aux championnats du monde sur piste juniors (17/18 ans). L'année suivante, il est le premier champion du Danemark de course derrière derny. 
En 2021, il rejoint l'équipe continentale norvégienne Uno-X Dare Development et remporte notamment le classement des grimpeurs du Tour Poitou-Charentes en Nouvelle-Aquitaine. Mais c'est sur piste qu'il obtient ses meilleurs résultats. Il est deuxième de la poursuite par équipes de la manche de Coupe des nations de Hong Kong (avec Tobias Hansen, Matias Malmberg et William Levy). En 2022, il est vice-champion d'Europe de poursuite par équipes avec Carl-Frederik Bévort, Hansen et Rasmus Pedersen. Sur route, il est meilleur grimpeur du Tour du Val d'Aoste .
En 2023, il rejoint l'équipe Leopard TOGT Pro Cycling. Avec Hansen, Bévort et Pedersen, il remporte la poursuite par équipes lors de la première manche de la Coupe des nations à Jakarta.

## Palmarès sur piste

### Championnats du monde
| Édition / Épreuve    | Poursuite par équipes | Course aux points |
| Aigle 2018 (juniors) |                       | Bronze            |
| Granges 2021         | 4e                    |                   |

### Championnats d'Europe
| Édition / Épreuve   | Poursuite individuelle | Poursuite par équipes            | Élimination |
| Granges 2021        | 14e                    |                                  | 22e         |
| Munich 2022         | 11e                    | Argent                           |             |
| Heusden-Zolder 2025 |                        | Or (avec Hansen, Larsen et Leth) |             |

### Coupe des nations
- 2021
  - 2e de la poursuite par équipes à Hong Kong
- 2022
  - 3e de la poursuite par équipes à Glasgow
- 2023
  - 1er de la poursuite par équipes à Jakarta
  - 1er de la poursuite par équipes au Caire
- 2024
  - 1er de la poursuite par équipes à Hong Kong (avec Tobias Aagaard, Frederik Rodenberg et Lasse Norman Leth)

### Championnats du Danemark
- 2019
  -  Champion du Danemark de course derrière derny
  - 2e de l'américaine
  - 3e du scratch
- 2020
  - 3e de la course aux points
- 2021
  - 3e de l'omnium
- 2024
  -  Champion du Danemark de l'américaine

## Palmarès sur route
- 2016
  - Critérium Européen des Jeunes
- 2018
  - 3e du championnat du Danemark du contre-la-montre par équipes juniors
- 2021
  - 3e du Randers Bike Week